# Bory (Slovacchia)
Bory (in ungherese Bori) è un comune della Slovacchia facente parte del distretto di Levice, nella regione di Nitra.